# Nældesommerfugl
Nældesommerfuglen (Araschnia levana) er en sommerfugl i takvingefamilien. Den er vidt udbredt i Mellem- og Sydeuropa samt østpå gennem hele den tempererede del af Asien til Japan. I Danmark er den indvandret indenfor de sidste cirka 100 år, og kan nu træffes over næsten hele landet. Nældesommerfuglen er temmelig usædvanlig, da forårs- og sommergenerationen ikke ligner hinanden. Arten er, som navnet antyder, knyttet til planten Stor Nælde, og opholder sig gerne i områder, hvor denne plante forekommer, dvs. i frodige skovlysninger, langs veje, kanaler og grøfter, moser og tilgroede enge. Nældesommerfuglen er ikke territorial som de andre takvinger.

## Udseende
Nældesommerfuglen er den mindste danske dagsommerfugl af takvingefamilien. Vingefanget er på 31–42 mm. Hunnen er større end hannen og har rundere vinger. Arten hedder på både svensk, tysk og engelsk "landkort-sommerfugl". Det skyldes en meget karakteristisk tegning i beige, chokoladebrun og blå på undersiden af vingerne, der kan ligne lidt et landkort med stier, veje og forskellige landområder.
På afstand ligner forårsvarianten en perlemorsommerfugl, mens sommervarianten ligner den hvide admiral lidt. Forskellen i udseendet mellem de to generationer afhænger af om larven har været i dvale.
- Araschnia levana f. levana
- Araschnia levana f. levana
- Araschnia levana f. prorsa
- Araschnia levana f. prorsa

## Livscyklus
Æggene bliver hægtet på planten Stor Nælde, som guirlander, der ligner plantens blomsterklaser. Efter 5-6 dage klækker æggene og larverne kommer frem. Larven er udvokset efter 3-4 uger, hvorefter den forpupper sig. Pupper af første generation klækkes efter ca. 2 uger og bliver til den voksne sommervariant, 4mens pupper af anden generation normalt overvintrer og bliver til den voksne forårsvariant næste år.
Forårsgenerationens flyvetid starter normalt midt i maj. Midt i juli er de næsten væk igen, men herfra flyver sommergenerationen i stedet helt hen til omkring midt i august. I ekstra varme somre findes en ekstra sommergeneration, det skete f.eks. i 1992.

## Foderplanter
Stor Nælde, mælkebøtte, Ager-Tidsel og Hjortetrøst.

## Galleri
| Galleri med danske arter i Takvingefamilien |
| --- |
| Egentlige takvinger ↓ - Perlemorsommerfugle ↓ Randøjer ↓ - Monark - Leptidea sinapis - Iris - Apatura iris - Poppelsommerfugl - Limenitis populi - Hvid admiral - Limenitis camilla Egentlige takvinger - Kirsebærtakvinge - Nymphalis polychloros - Østlig takvinge - Nymphalis xanthomelas - Det hvide L - Nymphalis vaualbum - Sørgekåbe - Nymphalis antiopa - Dagpåfugleøje - Aglais io - Admiral - Vanessa atalanta - Tidselsommerfugl - Vanessa cardui - Nældens takvinge - Aglais urticae - Det hvide C - Polygonia c-album - Nældesommerfugl - Araschnia levana Pletvinger - Okkergul pletvinge Melitaea cinxia - Mørk pletvinge Melitaea diamina - Brun pletvinge Mellicta athalia - Askepletvinge Euphydryas maturna - Hedepletvinge Euphydryas aurinia Perlemorsommerfugle - Kejserkåbe Argynnis paphia - Østlig perlemorsommerfugl - Argynnis laodice - Markperlemorsommerfugl Argynnis aglaja - Skovperlemorsommerfugl Argynnis adippe - Klitperlemorsommerfugl - Argynnis niobe - Storplettet perlemorsommerfugl Issoria lathonia - Engperlemorsommerfugl Brenthis ino - Moseperlemorsommerfugl Boloria aquilonaris - Brunlig perlemorsommerfugl Boloria selene - Rødlig perlemorsommerfugl Boloria euphrosyne - Violet perlemorsommerfugl Clossiana dia Randøjer - Galathea Melanargia galathea - Sandrandøje Hipparchia semele - Skovbjergrandøje Erebia ligea - Græsrandøje Maniola jurtina - Engrandøje Aphantopus hyperanthus - Buskrandøje Pyronia tithonus - Moserandøje Coenonympha tullia - Okkergul randøje Coenonympha pamphilus - Perlemorrandøje Coenonympha arcania - Herorandøje Coenonympha hero - Skovrandøje Pararge aegeria - Vejrandøje Lasiommata megera - Skovvejrandøje Lasiommata maera - Bjergvejrandøje Lasiommata petropolitana |

## Eksterne kilder og henvisninger
1. ↑  Helsing, F. (2019), "Dagsommerfugle",  i Moeslund, J.E. m.fl. (red.), Den danske Rødliste 2019, Aarhus Universitet, DCE – Nationalt Center for Miljø og Energi, hentet 23. januar 2020

- Wikimedia Commons har flere filer relateret til Nældesommerfugl
- Michael Stoltze, Danske dagsommerfugle, København 1996, side 161-163
- Sommerfugle i Europa og Nordafrika.
- Nældesommerfugl på lepidoptera.dk